# Hugh Bonneville
Pour les articles homonymes, voir Bonneville.
Hugh Williams, dit Hugh Bonneville, est un acteur britannique, né le 10 novembre 1963 à Londres (Royaume-Uni).
Il obtient une notoriété mondiale en incarnant le rôle de Robert Crawley, comte de Grantham dans la série télévisée historique Downton Abbey et ses suites au cinéma de 2010 à 2025 pour lequel il reçoit une nomination au Golden Globe du meilleur acteur dans une série télévisée dramatique.
La série lui offre une popularité mondiale. Il apparait ensuite dans la série de films Paddington en 2014, 2018 et 2025 ainsi que dans les superproductions  Monuments Men, ou encore Le Dernier Vice-Roi des Indes. Avant ce succès, il avait notamment joué dans Coup de foudre à Notting Hill aux côtés de Julia Roberts et Hugh Grant.

## Biographie

### Jeunesse et formation
Hugh Richard Bonneville Williams naît le 10 novembre 1963 à Londres. Il étudie à la Sherborne School, dans le Dorset, puis s’intéresse à la théologie au Corpus Christi College de Cambridge, avant de suivre des cours de théâtre à la Webber Douglas Academy of Dramatic Art de Londres.

### Carrière
Sa première montée sur les planches se fait à l’Open Air Theatre, dans le quartier de Regent's Park, après quoi il entre en 1987 au National Theatre, où il fait des apparitions dans diverses pièces.
Il rejoint en 1991 la prestigieuse Royal Shakespeare Company, où il tient le rôle de Laerte dans la mise en scène de Hamlet dont le rôle-titre est tenu par Kenneth Branagh, en 1992 et 1993 ; Valentin dans Les Deux Gentilshommes de Vérone ; Bergetto dans Dommage qu'elle soit une putain ; et Kastril puis Surly dans The Alchemist. Il travaille notamment avec Sam Mendes, qu’il connaissait déjà pour avoir étudié avec lui à Cambridge.
Il fait ses débuts à la télévision en 1991, crédité sous le nom de Richard Bonneville, et dès lors accumule les rôles dans les téléfilms ou les séries télévisées (plus d'une cinquantaine) dont le rôle du fils aîné d'une famille de la grande-bourgeoisie dans la mini-série The Cazalet, avant d'être choisi pour incarner le comte de Grantham dans Downton Abbey, la série qui relance sa carrière. Ses tout premiers rôles au cinéma sont généralement des personnages comiques, de bonne nature ou un peu empotés comme Mr. Rushworth dans Mansfield Park et surtout comme Bernie, dans Coup de foudre à Notting Hill. Ce dernier rôle dans le grand succès populaire de Richard Curtis lui offre en 1999 une certaine visibilité, ce qu'il n'avait pu obtenir auparavant malgré de courtes apparitions dans deux films grand public, Frankenstein - réalisé par son collègue de la Royal Shakespeare Company, Kenneth Branagh - et le film James Bond Demain ne meurt jamais.
Dans les séries télévisées de la BBC Take A Girl Like You (2000) et Armadillo (2001), il joue des personnages un peu plus sombres qui l’amènent au rôle autoritaire de Henleigh Grandcourt dans Daniel Deronda (2002) et du tueur psychopathe James Lampton dans The Commander (2003). Dans Love Again il joua le poète Philip Larkin. En 2004, il interprète Sir Christopher Wren dans le docu-fiction Wren – The Man Who Built Britain.
Il parle couramment le français et a notamment tenu un rôle francophone en 2002 dans le film Sous mes yeux, de Virginie Wagon. Amant hédoniste puis malheureux d’une jeune Française, sous l’œil impassible de leur colocataire, il joue James dans ce film de télévision produit par Arte, la chaîne culturelle franco-allemande.
En 2010, il tient l'un des rôles principaux de la série télévisée Downton Abbey. Son interprétation de l'aristocrate patriarche de la famille Crawley, qui doit veiller sur son domaine tout en sécurisant le futur de ses trois filles, lui a notamment valu en 2012 une nomination à l'Emmy Award du meilleur acteur dans une série télévisée dramatique ainsi qu'une autre aux Golden Globes. Ce rôle lui offre une notoriété immédiate en Angleterre ainsi qu'aux États-Unis, où la série bat des records de diffusion, et lui permet de décrocher des rôles importants au cinéma - tout en devant rester disponible pour le tournage de Downton Abbey, tels que dans le film Monuments Men, de George Clooney, qui sort en 2014.
De 2011 à 2012, dans la mini-série pleine de dérision Twenty Twelve, il campe également le rôle de Ian Fletcher, membre du comité d'organisation des Jeux olympiques de Londres, ce qui lui attire une autre nomination au BAFTA du meilleur acteur dans un rôle comique à la télévision. Il reprend son rôle dans la suite de Twenty Twelve, W1A.

### Vie privée
Hugh Bonneville est marié depuis 1998 à l’artiste Lulu Williams, avec laquelle il a un fils. Ils résident dans le Sussex de l'Ouest.

## Filmographie

### Cinéma

#### Années 1990
- 1994 : Frankenstein de Kenneth Branagh : Schiller
- 1997 : Demain ne meurt jamais de Roger Spottiswoode : un officier sur l'HMS Bedford
- 1999 : Mansfield Park de Patricia Rozema : Mr. Rushworth
- 1999 : Coup de foudre à Notting Hill de Richard Curtis : Bernie

#### Années 2000
- 2001 : Coup de peigne de Paddy Breathnach : Louis
- 2001 : Rouge à lèvres et arme à feu de Mel Smith : Le fermier
- 2001 : The Emperor's New Clothes d'Alan Taylor : Bertrand
- 2001 : Iris de Richard Eyre : Jeune John Bayley
- 2004 : Piccadilly Jim (en) de John McKay (en) : Lord Wisbeach
- 2004 : Stage Beauty de Richard Eyre : Samuel Pepys
- 2005 : Asylum de David Mackenzie : Dr Max Raphael
- 2005 : Man to Man de Régis Wargnier : Fraser McBride
- 2005 : Underclassman de Marcos Siega : Felix Powers
- 2006 : Amour et Conséquences (Scenes of a Sexual Nature) d'Ed Blum : Gerry
- 2007 : Hippie Hippie Shake de Beeban Kidron : John Mortimer
- 2009 : Le Secret de Green Knowe de Julian Fellowes : Capitaine Oldknow

#### Années 2010
- 2010 : Cadavres à la pelle de John Landis : Lord Harrington
- 2014 : Muppets Most Wanted de James Bobin : le journaliste irlandais
- 2014 : Monuments Men de George Clooney : Lieutenant Donald Jeffries
- 2014 : Paddington de Paul King : M. Brown
- 2017 : Le Dernier Vice-Roi des Indes (Viceroy's House) de Gurinder Chadha : Lord Mountbatten
- 2017 : Paddington 2 de Paul King : M. Brown
- 2017 : Breathe d'Andy Serkis : Edward Thomas Hall
- 2019 : Downton Abbey de Michael Engler : Robert Crawley, Comte de Grantham
- 2019 : The Corrupted de Ron Scalpello : Anthony Hammond

#### Années 2020
- 2020 : Jingle Jangle : Un Noël enchanté de David E. Talbert : Delacroix
- 2021 : To Olivia de John Hay : Roald Dahl
- 2022 : Downton Abbey 2 : Une nouvelle ère de Simon Curtis : Robert Crawley, Comte de Grantham
- 2022 : I Came By de Babak Anvari : Hector Blake
- 2023 : Sacrées Momies de Juan Jesús García Galocha : Lord Sylvester Carnaby (voix)
- 2024 : Paddington au Pérou de Dougal Wilson : M. Brown
- 2025 : Ozi, la voix de la forêt de Tim Harper : Le narrateur (voix)
- 2025 : Downton Abbey 3 de Simon Curtis : Robert Crawley, Comte de Grantham

### Télévision

#### Séries
- 1994 : Sherlock Holmes : Victor Savage
- 1996 : Bugs: Pym
- 2002 : Inspecteur Barnaby (épisode Les Sonneries de la mort)
- 2002 : The Gathering Storm (téléfilm) : Ivo Pettifer
- 2002 : Sous mes yeux (téléfilm) : James
- 2002 : Tipping the Velvet : Ralph Banner
- 2006 : Alex Rose : Julian
- 2006 : Tsunami : Les Jours d'après de Bharat Nalluri (mini-série) : Tony Whittaker
- 2007 : Diary of a Nobody (téléfilm) : Charles Pooter
- 2007 : Cinq jours : Inspecteur Barclay (saison 1)
- 2007 : The Vicar of Dibley : Vicaire Jérémy Ogilvy (1 épisode)
- 2008-2013 : Miss Marple : Inspecteur Dermot Craddock (1 épisode)
- 2008 : Le Choix de Jane (téléfilm) : Révérend Brook Bridges
- 2008 : Freezing (en) : Matt
- 2008 : Filth: The Mary Whitehouse Story (téléfilm) : Sir Hugh Greene
- 2008 : Bonekickers (téléfilm) : Professeur Gregory « Dolly » Parton
- 2008 : Orgueil et Quiproquos : Mr. Claude Bennet
- 2010 : Ben Hur : Ponce Pilate
- 2010–2015 : Downton Abbey : Robert, Comte de Grantham
- 2010 : Hercule Poirot : Edward Masterman (saison 12, épisode 3: Le crime de l'Orient Express)
- 2010 : Miss Marple : Inspecteur Hewitt (Le miroir se brisa)
- 2011 : Doctor Who : Capitaine Avery (saison 6, épisode 3 : La Marque noire ; saison 6, épisode 7 : La retraite du démon)
- 2012 : Twenty Twelve : Ian Fletcher
- 2013 : Da Vinci's Demons : le duc de Milan, Galéas Marie Sforza (saison 1, épisode 1)
- 2014— : W1A : Ian Fletcher
- 2015 : Galavant : Le Roi des Pirates
- 2021 : Staged : lui-même
- 2024 : The Agency (série TV)
- 2024 : Douglas Is Cancelled (série TV)

#### Téléfilms
- 2014 : Le Drôle de Noël de Robert (Downton Abbey-Text Santa) de Julian Fellowes : Robert Crawley, Comte de Grantham
- 2016 : A la recherche du Père Noël (Downton Abbey-Text Santa 2) de Julian Fellowes : Robert Crawley, Comte de Grantham

## Distinctions

### Récompenses
- Berlinale 2002 : Prix du nouveau talent pour Iris[3]
- Festival du film de Monte-Carlo 2008 : meilleur acteur pour French Film[4]

### Nominations
- Golden Globes 2012 : meilleur acteur dans une mini-série ou un téléfilm pour Downton Abbey
- Primetime Emmy Awards 2012 : meilleur acteur dans une série télévisée dramatique pour Downton Abbey
- BAFTA TV Awards 2012 : meilleure performance masculine dans un rôle comique pour Twenty Twelve